# Volvo PV444
De Volvo PV444, meestal Kattenrug (1e versie) genoemd in Nederland en België, is een Zweedse personenauto gebouwd door Volvo van 1944-1958.

## Algemeen
Het ontwerp is geïnspireerd door de Amerikaanse auto's van dezelfde periode, bijvoorbeeld de Mercury van de vroege jaren '40. Meer tastbare inspiratie kwam echter van een Hanomag 1.3 uit 1939 die was aangeschaft om een auto met zelfdragende carrosserie te bestuderen. De PV444 was ongeveer even groot als de Hanomag en had ook een achteroverhellende carrosserie. De PV444 baande de weg voor Volvo's ontwikkeling tot een succesvol personenautofabrikant.
Door zijn grote populariteit wordt de PV444 in Zweden gezien als de "volksauto". Hij werd voorgesteld in 1944 in Stockholm maar de productie kwam pas na het einde van de Tweede Wereldoorlog op gang.
In 1956 was het de bedoeling dat de PV444 zou worden opgevolgd door de Amazon, maar vanwege de voortdurende vraag naar de PV444 en de veel hogere prijs van de Amazon, zag Volvo zich genoodzaakt de PV444-productie voort te zetten. Men besloot tot een grondige "update" en de 444 leefde voort in een sterk gemoderniseerde auto, de PV544, die enige jaren parallel aan de Amazon geproduceerd werd tot in 1965 de productie van de PV544 werd beëindigd. Er waren toen 440.000 exemplaren gebouwd; 196.004 stuks PV444 en 243.996 stuks PV544.
Uit de PV444-serie is de Volvo Duett voortgekomen, een combi-bedrijfswagen die ook de wijzigingen meekreeg die waren aangebracht in de update naar de PV544-serie.

## Technische gegevens

### Motoren
Over het vermogen van Volvo-motoren kunt u verschillende opgaven aantreffen. Dit komt doordat sommige bronnen de DIN-, en andere bronnen de SAE-norm hanteren.
Het verschil in vermogen van motoren die de gelijke cilinderinhoud hebben, wordt in hoofdzaak bereikt door de toepassing van 1 of 2 carburateurs, andere nokkenassen en het verschil in de compressieverhouding.
| Alle motoren zijn vloeistofgekoelde, 4-cilinder lijnmotoren voorzien van kopkleppen, bediend door een onderliggende nokkenas door middel van stoterstangen. |              |               |                            |            |                                    |
| Type # | Cil. inhoud: | Boring x Slag | Max. Vermogen              | Periode    | Bijzonderheden:                    |
| B4 B | 1.414 cm³    | 75 x 80 mm    | 40 pk bij 3.800 toerenmin. | 1944-1950  |                                    |
| B4 B | 1.414 cm³    | 75 x 80 mm    | 44 pk bij 4.000 toerenmin. | 1950-1955  |                                    |
| B4 B | 1.414 cm³    | 75 x 80 mm    | 51 pk bij 5.100 toerenmin. | 1955 -1957 |                                    |
| B14 A | 1.414 cm³    | 75 x 80 mm    | 70 pk bij 5.500 toerenmin. | 1954-1957  | Alleen in export modellen naar USA |
| B16 A | 1.583 cm³    | 79,37 x 80 mm | 60 pk bij 4.500 toerenmin. | 1957-1958  |                                    |
| B16 B | 1.583 cm³    | 79,37 x 80 mm | 85 pk bij 5.500 toerenmin. | 1957-1958  | Alleen in export modellen naar USA |

### Versnellingsbak
H6 drie versnellingen: half gesynchroniseerd. (1e versnelling niet).

### Maten en gewicht
- lengte: 437 cm.
- breedte: 150 cm.
- wielbasis: 260 cm.
- spoorbreedte vanaf: 128/130 cm.
- bandenmaat: 5.00x16" Diagonaal
- gewicht: 995 kg

## Productie
De introductie van de auto vindt plaats in september 1944 maar de serieproductie start pas in februari 1947.

### Aanpassingen[3]
Per modelcode/per productiejaar:
Bij de jaarlijkse aanpassingen aan de modellen werd aan de modelnummers een volgletter toegevoegd. Deze letter is terug te vinden als laatste letter in het chassisnummer en dient intern in de Volvo organisatie ter onderscheiding van de modellen. Bij aankoop van de auto kan men via deze letter in het chassisnummer, het bouwjaar en de uitvoering controleren.
De volgorde is alfabetisch met de volgende opmerking:
In elke serie produceerde Volvo, naast de standaard modellen, een aantal wagens van het type Special. De volgletter wordt bij de auto's die aldus zijn uitgevoerd, aangevuld met de letter S. Een overzicht van de verschillen ten opzichte van de standaardmodellen:
| PV444 Special uitvoering | PV444 Special uitvoering                     |
| ------------------------ | -------------------------------------------- |
| Typeaanduiding:          | Verschillen ten opzichte van standaardmodel: |
| Special (S)              | Duifgrijze lak                               |
| Special (S)              | Grijs/rode interieurbekleding                |
| Special (S)              | Bumperrozetten                               |
| Special (S)              | RVS lijsten op de spatschermen               |
| Special (S)              | "Whitewall" banden                           |
| Special (S)              | Chroomringen op de velgen                    |
| Special (S)              | Chroomdecor op zijkant van motorkap          |

| PV444A & PV444AS (Special)                                                                       | Periode: september 1944 - september 1950                                                   |
| ------------------------------------------------------------------------------------------------ | ------------------------------------------------------------------------------------------ |
| Introductie te Stockholm met standaard o.a.:                                                     | Bijzonderheden:                                                                            |
| Gesplitste achterruit                                                                            |                                                                                            |
| Gesplitste voorruit                                                                              |                                                                                            |
| Motorvacuüm aangedreven ruitenwissers                                                            |                                                                                            |
| Bekleding in de kleurcombinatie geel/groen                                                       |                                                                                            |
| 6 Instrumenten in het midden van het dashboard                                                   | Half-cirkelvormige snelheidsmeter                                                          |
| 6 Instrumenten in het midden van het dashboard                                                   | Meter t.b.v. Acculading                                                                    |
| 6 Instrumenten in het midden van het dashboard                                                   | Oliedrukmeter                                                                              |
| 6 Instrumenten in het midden van het dashboard                                                   | Brandstofmeter                                                                             |
| 6 Instrumenten in het midden van het dashboard                                                   | Motor-temperatuurmeter                                                                     |
| 6 Instrumenten in het midden van het dashboard                                                   | Kilometerteller (niet te verwarren met het begrip snelheidsmeter)                          |
| Bumpers uit één geheel                                                                           |                                                                                            |
| Achternummerplaat gemonteerd op het kofferdeksel                                                 |                                                                                            |
| Reservewiel op bodem van kofferruimte                                                            |                                                                                            |
| Richtingaanwijzers in vorm van pijlen                                                            | Geplaatst in de B stijl (zg. uitklaparmpjes)                                               |
| Kleine achterlichten                                                                             | Laag geplaatst op de achterspatborden                                                      |
| Starten geschiedde door middel van een drukknop                                                  |                                                                                            |
| Carrosseriekleur: Zwart                                                                          | Net zoals de T-Ford kon de auto besteld worden in: "elke kleur zolang het maar zwart was". |
| Productieaantal: PV444A: 11.804 st. PV444AS: 700 st.                                             |                                                                                            |
| PV444B & PV444BS (Special)                                                                       | Periode: september 1950 - juni 1951                                                        |
| Veranderingen ten opzichte van A & AS:                                                           | Bijzonderheden:                                                                            |
| Hoger motorvermogen                                                                              | Door montage van een andere nokkenas                                                       |
| Ronde snelheidsmeter recht voor de bestuurder plus 2 meters en panelen voor overige instrumenten |                                                                                            |
| 3-delige bumpers met rozetten                                                                    |                                                                                            |
| Bekleding in de kleurcombinatie grijs/blauw                                                      |                                                                                            |
| Achternummerplaat gemonteerd op de bumper                                                        |                                                                                            |
| Het starten geschiedde nu met contactsleutel                                                     |                                                                                            |
| Pijl-richtingaanwijzers verdwijnen van B stijl.                                                  |                                                                                            |
| Richtingaanwijzers nu als knipperlichten gemonteerd in een T-vormig armatuur op het dak          | In Zweden noemt men dit: "takgök" (vrijvertaald: "Dakkoekoek")                             |
| Productieaantal: PV444B: 4.500 st. PV444BS: 3.000 st.                                            |                                                                                            |
| PV444C & PV444CS (Special)                                                                       | Periode: juni 1951 - juli 1952                                                             |
| Veranderingen ten opzichte van B & BS:                                                           | Bijzonderheden:                                                                            |
| Bandenmaat: 5.90x15" diagonale banden                                                            | Voorheen: 5.00x16"                                                                         |
| Aantal wielmoeren van 4 stuks naar 5 stuks                                                       |                                                                                            |
| Productieaantal: PV444C: 3.500 st. PV444CS: 4.500 st.                                            |                                                                                            |
| PV444D & PV444DS (Special)                                                                       | Periode: augustus 1952 - november 1953                                                     |
| Veranderingen ten opzichte van C & CS:                                                           | Bijzonderheden:                                                                            |
| Modificatie aan stuurinrichting                                                                  |                                                                                            |
| Sterkere dynamo                                                                                  |                                                                                            |
| "Dakkoekoek" verdwijnt                                                                           | Knipperlichten worden geplaatst op B-stijl                                                 |
| Kachel wordt leverbaar als accessoire                                                            |                                                                                            |
| Het S model kan worden geleverd met een maroon-rode metallic lak en rood/beige interieur         |                                                                                            |
| Productieaantal: PV444D: 3.500 st. PV444DS: 5.500 st.                                            |                                                                                            |
| PV444E & PV444ES (Special)                                                                       | Periode: december 1953 - november 1954                                                     |
| Veranderingen ten opzichte van D & DS:                                                           | Bijzonderheden:                                                                            |
| Nieuwe bumperrozetten                                                                            |                                                                                            |
| De duifgrijze lak op het S type wordt vervangen door parelgrijs                                  |                                                                                            |
| Andere carburateur van het merk Zenith                                                           |                                                                                            |
| Kachel wordt standaard                                                                           |                                                                                            |
| Per 1 november 1954 wordt 5-jarige garantie ingevoerd                                            |                                                                                            |
| Productieaantal: PV444E: 14.350 st. PV444ES: 17.599 st.                                          |                                                                                            |
| PV444H & PV444HS (Special)                                                                       | Periode: december 1954 - november 1955                                                     |
| Veranderingen ten opzichte van E & ES:                                                           | Bijzonderheden:                                                                            |
| Ongedeelde achterruit                                                                            |                                                                                            |
| Grotere achterlichten                                                                            | Geplaatst op de carrosserie                                                                |
| S-model ook leverbaar in "middernacht blauw"                                                     |                                                                                            |
| In september 1955 start de export naar de VS van de S-modellen.                                  | Voorzien van de B14A motor uit de P 1900                                                   |
| In september 1955 start de export naar de VS van de S-modellen.                                  | Verhoogde compressie                                                                       |
| In september 1955 start de export naar de VS van de S-modellen.                                  | Gemodificeerde nokkenas                                                                    |
| In september 1955 start de export naar de VS van de S-modellen.                                  | Dubbele SU-carburateurs                                                                    |
| In september 1955 start de export naar de VS van de S-modellen.                                  | 70 pk bij 5.500 toerenmin.                                                                 |
| In september 1955 start de export naar de VS van de S-modellen.                                  | Topsnelheid: 140 km/u.                                                                     |
| Productieaantal: PV444H & HS: 29.046 st.                                                         |                                                                                            |
| PV444K, PV444KS (Special) & PV444KS 'California'                                                 | Periode: december 1955 - januari 1957                                                      |
| Veranderingen ten opzichte van H & HS:                                                           | Bijzonderheden:                                                                            |
| Meer vermogen                                                                                    | Door andere nokkenas en hogere compressie                                                  |
| Nieuw voorfront en grille                                                                        |                                                                                            |
| Nieuw uitvoering wordt geïntroduceerd: de PV444 'California'                                     | Een S met witte lak en geel/zwarte bekleding.                                              |
| Productieaantal: PV444K, KS & KS 'California': 33.918 st.                                        |                                                                                            |
| PV444L , PV444LS (Special) & PV444LS 'California'                                                | Periode: januari 1957 - augustus 1958                                                      |
| Veranderingen ten opzichte van K, KS & KS 'California':                                          | Bijzonderheden:                                                                            |
| B16A motor                                                                                       | Voor Europa                                                                                |
| B16B motor                                                                                       | Alleen voor export modellen naar de VS                                                     |
| Modificatie aan achteras en montage van reactiestang                                             |                                                                                            |
| Elektrische ruitenwisser motor                                                                   |                                                                                            |
| Nieuw voorfront en grille                                                                        | Met groot V-merkteken in het midden                                                        |
| Vóór- richtingaanwijzers op spatborden                                                           |                                                                                            |
| Achter- richtingaanwijzers geïntegreerd met achterlichten en remlicht                            |                                                                                            |
| Veiligheidsgordels als accessoire leverbaar                                                      |                                                                                            |
| Nieuwe kleuren op S: smaragdgroen, beige, rivierblauw, en robijnrood vervangt maroonrood.        |                                                                                            |
| De standaard wagens zijn nog steeds alleen maar in zwart verkrijgbaar                            |                                                                                            |
| De 'California' nog steeds alleen in het wit verkrijgbaar.                                       |                                                                                            |
| In augustus 1958 stopt de productie                                                              | PV444 serie wordt vervangen door de PV544                                                  |
| Productieaantal: PV444L, LS & LS 'California': 64.087 st.                                        |                                                                                            |
| Totaal productieaantal van alle modellen PV444: 196.504 st.                                      |                                                                                            |

## Assemblage in Nederland[6]
Ook in Nederland werd de auto geproduceerd door assemblage van de uit de Zweedse fabriek afkomstige carrosserie en benodigde onderdelen. Dit gebeurde vanaf september/oktober 1954 met het bouwen van een proefserie van 12 stuks bij firma Coenen in Utrecht. Deze wagen werden voorzien met een typeplaatje, dat in de motorruimte werd bevestigd en waarop 'Coenen' vermeld stond. Tussen 1955 en 1957 vond verdere assemblage per series van 12 stuks in de uitvoeringen Standard, Special en enkele Sport, en vond plaats bij de firma Polynorm in Bunschoten. De productie bedroeg 10 auto's per week. De verkrijgbare kleuren waren rood, zwart en wit. In 1957 liep het aantal orders terug ten gevolge van de verslechterende economie, en werd de productie gestaakt. Er waren toen ruim 1000 exemplaren gebouwd.

Kenmerkend voor deze in Nederland gebouwde Volvo's waren de voor- en achterruit, waarop 'Securit Amsterdam' stond vermeld, Nederlandse banden en accu's en het op de vooras ingeslagen chassisnummer, waarin in Zweden nog niet voorzien was.